# ستانلي بينيت هوف
ستانلي بينيت هوف (بالإنجليزية: Stanley Bennett Hough)‏ (25 فبراير 1917، برستون في المملكة المتحدة - فبراير 1998، فالموث في المملكة المتحدة)؛ روائي بريطاني.